# توماس فوستر (لاعب كريكت بريطاني)
توماس فوستر (12 نوفمبر 1871 - 31 يناير 1947 في المملكة المتحدة) (بالإنجليزية: Thomas Foster)‏ هو لاعب كريكت بريطاني (وحمل سابقاً جنسية المملكة المتحدة لبريطانيا العظمى وأيرلندا).